# Цзинхай
Цзинха́й (кит. упр. 静海, пиньинь Jìnghǎi) — район города центрального подчинения Тяньцзинь (КНР).

## История
При империи Цзинь здесь был образован уезд Цзинхай (靖海县) — «умиротворённое море». При империи Мин написание названия уезда было изменено на омонимичное 静海县 — «спокойное море».
После образования КНР вошёл в состав Специального района Тяньцзинь (天津专区), который в 1967 году был переименован в Округ Тяньцзинь (天津地区). В 1973 году был передан в состав города центрального подчинения Тяньцзинь. В 2015 г. преобразован в район городского подчинения.

## Административное деление
Район Цзинхай делится на 16 посёлков и 2 волости.

## Экономика
В районе имеется несколько промышленных зон и обширные сельскохозяйственные угодья. Важное значение имеет логистика (в том числе терминал замороженных продуктов CC Fresh). В посёлке Тангуаньтун расположен нефтяной терминал Sinochem Holdings. Имеется Guanghe Valley Wetland Park с зоопарком, отелями и ресторанами. 
В деревне Сыданкоучжун производится более половины саксофонов мира, а также другие духовые музыкальные инструменты (труба, тромбон, кларнет). Свыше 80 % музыкальных инструментов, изготовленных в деревне, экспортируются в другие страны (объем годового экспорта достигает 200 млн юаней). В секторе музыкальных инструментов работает более 40 крупных и малых предприятий, на которых занято около 8 тысяч человек.

## Транспорт
Станция Цзинхай обслуживает железную дорогу Пекин — Шанхай.